# Gateways to Annihilation
Gateways to Annihilation — шестой полноформатный студийный альбом дэт-метал группы Morbid Angel, выпущенный в 2000 году лейблом Earache Records.

## Об альбоме
После выпуска альбома из группы ушёл Эрик Рутан, решив сосредоточиться на группе Hate Eternal, которую создал несколькими годами ранее. Обложку для альбома создал Дэн Сигрейв.
Некоторые соло-партии были записаны с пропусканием звука сквозь лопасти работающего вентилятора.

## Список композиций
1. Kawazu — 00:35
2. Summoning Redemption — 07:17 (муз: Azagthoth/лир: Tucker)
3. Angeless, Still I Am — 05:18 (муз: Azagthoth/лир: Tucker)
4. He Who Sleeps — 04:05 (муз. и лир.: Tucker)
5. To the Victor the Spoils — 03:43 (муз: Azagthoth/Tucker/лир: Tucker)
6. At One with Nothing — 04:34 (муз: Azagthoth/Tucker/лир: Tucker)
7. Opening of the Gates — 05:15 (муз: Azagthoth/лир: Tucker)
8. Secured Limitations — 04:40 (муз. и лир.: Azagthoth)
9. Awakening — 01:21
10. I — 03:50 (муз: Azagthoth/Tucker/лир: Tucker)
11. God of the Forsaken — 03:50 (муз: Rutan/лир: Tucker)

Спродюсировано — Morbid Angel и Jim Morris
Инженер записи — Jim Morris
Микширование и мастеринг — Jim Morris
Запись, микширование и мастеринг на студии Morrisound Recording, Тампа, Флорида
Оформление, дизайн и дополнительные рисунки — Pete Tsakiris-Drunken, студия Monkey Studios
Обложка — Dan Seagrave
Фото группы — Alex Solca
Трей Азагтот о композиции «Kawazu» («Лягушка»):

Так квакают, лягушки. Мы записали их пение на моем заднем дворе. Поющие лягушки. Это пение раскрывает всю сущность нашего альбома. Немое пространство между мыслями; внутренний ритм вселенной и природы. То, что творится за пределами человеческого сознания.

## Участники записи
- Трей Азагтот — гитары, гитарный синтезатор, дополнительный вокал на композиции «Secured Limitations»
- Стив Такер — бас, вокал
- Эрик Рутан — гитара, клавишные
- Пит Сандовал — ударные